# Klemens (Kuszcz)
Klemens, imię świeckie Pawło Mykołajowycz Kuszcz (ur. 9 kwietnia 1969 w Symferopolu) – biskup Kościoła Prawosławnego Ukrainy (do 2018 Ukraińskiego Kościoła Prawosławnego Patriarchatu Kijowskiego).

## Życiorys
W 1992 ukończył studia na wydziale aktorskim Instytutu Sztuk im. Kotlarewskiego w Charkowie, ze specjalizacją lalkarską. Od 1992 do 1996 pracował w Krymskim Teatrze Lalek jako aktor i konstruktor lalek. W 1996 przyjął chirotesję hipodiakońską i rozpoczął służbę w soborze Świętych Włodzimierza i Olgi w Symferopolu, katedrze eparchii krymskiej Ukraińskiego Kościoła Prawosławnego Patriarchatu Kijowskiego. W 2000 ukończył seminarium duchowne w Kijowie.
8 listopada 1996 biskup symferopolski i krymski Antoni (jurysdykcja Patriarchatu Kijowskiego) wyświęcił go na diakona, zaś 28 lutego 1997 – na kapłana. Służył w soborze Świętych Włodzimierza i Olgi w Symferopolu. 4 lipca 2000 złożył wieczyste śluby mnisze z imieniem Klemens. 23 lipca tego samego roku w soborze św. Włodzimierza w Kijowie przyjął chirotonię biskupią. Został ordynariuszem eparchii krymskiej. Od 2005 kierował misją Patriarchatu Kijowskiego we Włoszech. W 2012 otrzymał godność arcybiskupią.
Od 22 stycznia 2018 r. do 21 sierpnia 2020 r. czasowo zarządzał eparchią chersońską.
9 sierpnia 2020 r. otrzymał godność metropolity.